# Colibri charmant
Calothorax pulcher
Espèce
Statut de conservation UICN

 LC  : Préoccupation mineure
Statut CITES
Le Colibri charmant (Calothorax pulcher) est une espèce de colibris de la sous-famille des Trochilinae et de la tribu des Mellisugini.

## Distribution
Le Colibri charmant est endémique au Mexique.

Carte de répartition de l'espèce

## Habitat
Il habite les fruticées arides des montagnes.

## Référence
(en) « Neotropical Birds Online », Cornell Lab of Ornithology, 25 juillet 2011